# Canton d'Aix-les-Bains-Centre
Le canton d'Aix-les-Bains-Centre est une ancienne division administrative française, qui était située dans le département de la Savoie et la région Auvergne-Rhône-Alpes.
Il disparait en 2015 à la suite du redécoupage cantonal de 2014.

## Histoire
Le canton d'Aix-les-Bains-Centre a été créé par le décret du 23 janvier 1985. Ce dernier fait ainsi disparaître les cantons d'Aix-les-Bains et de Grésy-sur-Aix pour être remplacés par les trois cantons suivants : d'Aix-les-Bains-Centre ; Aix-les-Bains-Nord-Grésy et Aix-les-Bains-Sud.

## Composition
Le canton d'Aix-les-Bains-Centre comprend une partie de la commune suivante :
| Nom                       | Code Insee | Intercommunalité | Population (dernière pop. légale)               |
| ------------------------- | ---------- | ---------------- | ----------------------------------------------- |
| Aix-les-Bains (chef-lieu) | 73008      | CA Grand Lac     | Fraction : 16 951(2012) Commune : 30 291 (2014) |

## Administration: Canton d'Aix-les-Bains-Centre de 1985 à 2015
| Période | Période          | Identité            | Étiquette    | Qualité |
| ------- | ---------------- | ------------------- | ------------ | --- |
| 1985    | 1992             | Jean Murguet        | DVD          | Chef d'entreprise, premier adjoint au maire d'Aix-les-Bains, ancien conseiller général du canton d'Aix-les-Bains-Nord-Grésy |
| 1992    | 1993 (démission) | Gratien Ferrari     | UDF          | - Principal de collège - Député (1986-1988 et 1993-1997) - Maire d'Aix-les-Bains (1985-1995)                                |
| 1993    | 1998             | Jacques Moucot      | DVD          | Adjoint au maire d'Aix-les-Bains                                                                                            |
| 1998    | 2004             | Dominique Dord      | UDF puis UMP | - Gérant de société - Député (1997-2017) - Maire d'Aix-les-Bains depuis 2001                                                |
| 2004    | 2015             | Jean-Claude Loiseau | UMP          | Commissaire-priseur Maire de Tresserve (depuis 1995)                                                                        |

## Démographie
| 1990   | 1999   | 2006   | 2011   | 2012   |
| ------ | ------ | ------ | ------ | ------ |
| 12 972 | 14 368 | 16 289 | 16 920 | 16 951 |